# Мястечко-Краеньске (гмина)
Мястечко-Краеньске (пол. Miasteczko Krajeńskie) — сельская гмина (волость) в Польше, входит как административная единица в Пилский повет, Великопольское воеводство. Население — 3192 человека (на 2004 год).

## Сельские округа
1. Арентово
2. Бжостово
3. Грабённа
4. Грабувно
5. Мястечко-Хубы
6. Мястечко-Краеньске
7. Окалинец
8. Вольско

## Соседние гмины
1. Гмина Бялосливе
2. Гмина Ходзеж
3. Гмина Качоры
4. Гмина Шамоцин
5. Гмина Высока